# Ibe Palikuća
Ibe Palikuća (mac. Ибе Паликуќа, alb. Ibe Palikuqi; ur. 1927 w Debarze, zm. 22 września 1944 w Szutowie) – jugosłowiańska i albańska działaczka ruchu oporu, jedna z najmłodszych bohaterek narodowych Jugosławii.

## Życiorys
Po ukończeniu szkoły podstawowej nie kontynuowała dalszej nauki, gdyż przygotowywała się do roli gospodyni domowej. Po przejściu miasta Debar pod okupację włoską zajmowała się dostarczaniem listów w ramach ruchu oporu.
W wieku 15 lat dołączyła do Ligi Komunistycznej Młodzieży Jugosławii, rok później została przyjęta do Komunistycznej Partii Jugosławii oraz do partyzantki. Walczyła także w albańskiej Armii Narodowo-Wyzwoleńczej, w której dnia 6 sierpnia 1944 roku objęła funkcję zastępczyni komisarza jednej z kompanii w 6. Brygadzie. 20 września tegoż roku została ciężko ranna w wyniku działań zbrojnych, dwa dni później zmarła w Szutowie.

## Upamiętnienie

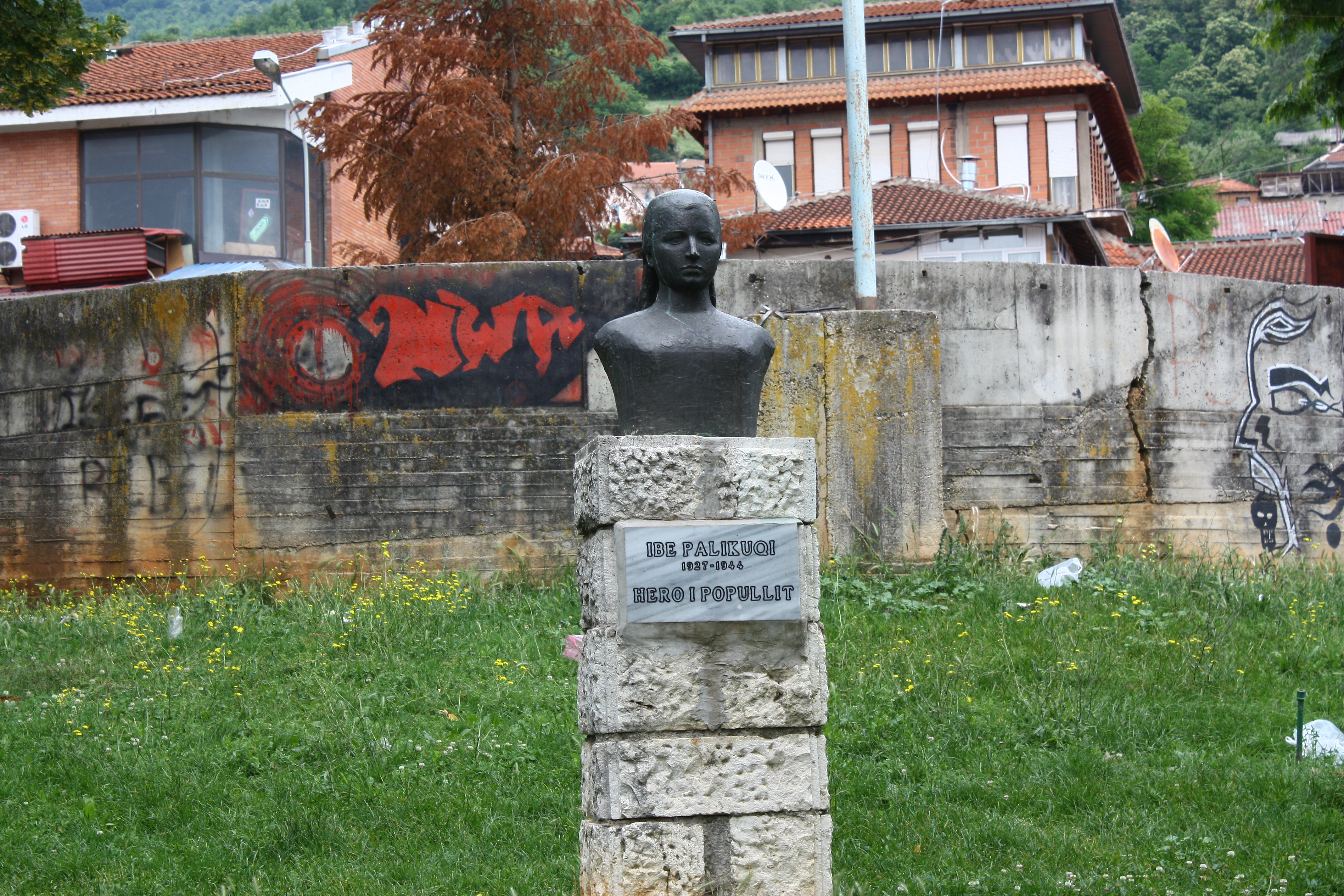
Popiersie w Debarze (2010)

8 października 1953 roku pośmiertnie została uznana za bohaterkę narodową Jugosławii.
Jej imieniem nazwano szkołę podstawową w Bojanem oraz jedną z ulic w Skopju. W Kiczewie i w Debarze wzniesiono popiersia przedstawiające jej wizerunek.

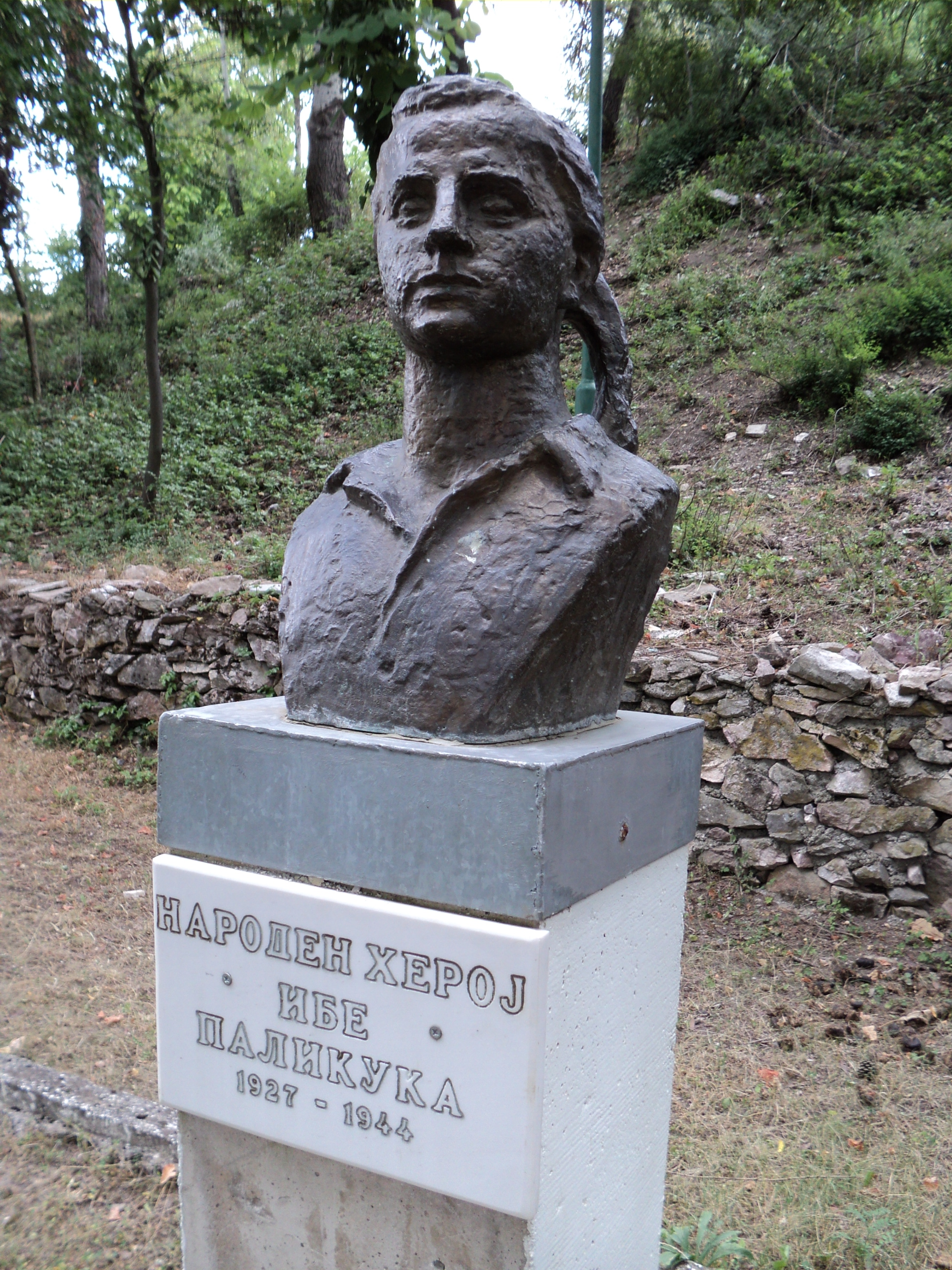
Popiersie w Kiczewie (2011)

## Życie prywatne
Miała brata Eshtrefa, który także był zaangażowany w działalność ruchu oporu podczas II wojny światowej.